# 豹区
豹区（Contrada del Pantera）是意大利锡耶纳的17个堂区之一。位于城市西部边缘。传统上，该区居民为食品商，药剂师。
该区区旗为红、蓝、白三色。
该区标志为一只是黑豹。
该区盟友为蜗牛区、猫头鹰区、长颈鹿区和独角兽区。竞争对手为鹰区。
该区格言为“我的热情打破了一切障碍”（Il mio slancio ogni ostacolo abbatte）。
该区的主保圣人是圣若翰洗者，庆祝日是8月29日。
该区最后一次在锡耶纳赛马节中获胜是在2006年7月2日。历史上该区共获胜26次。

## 参考

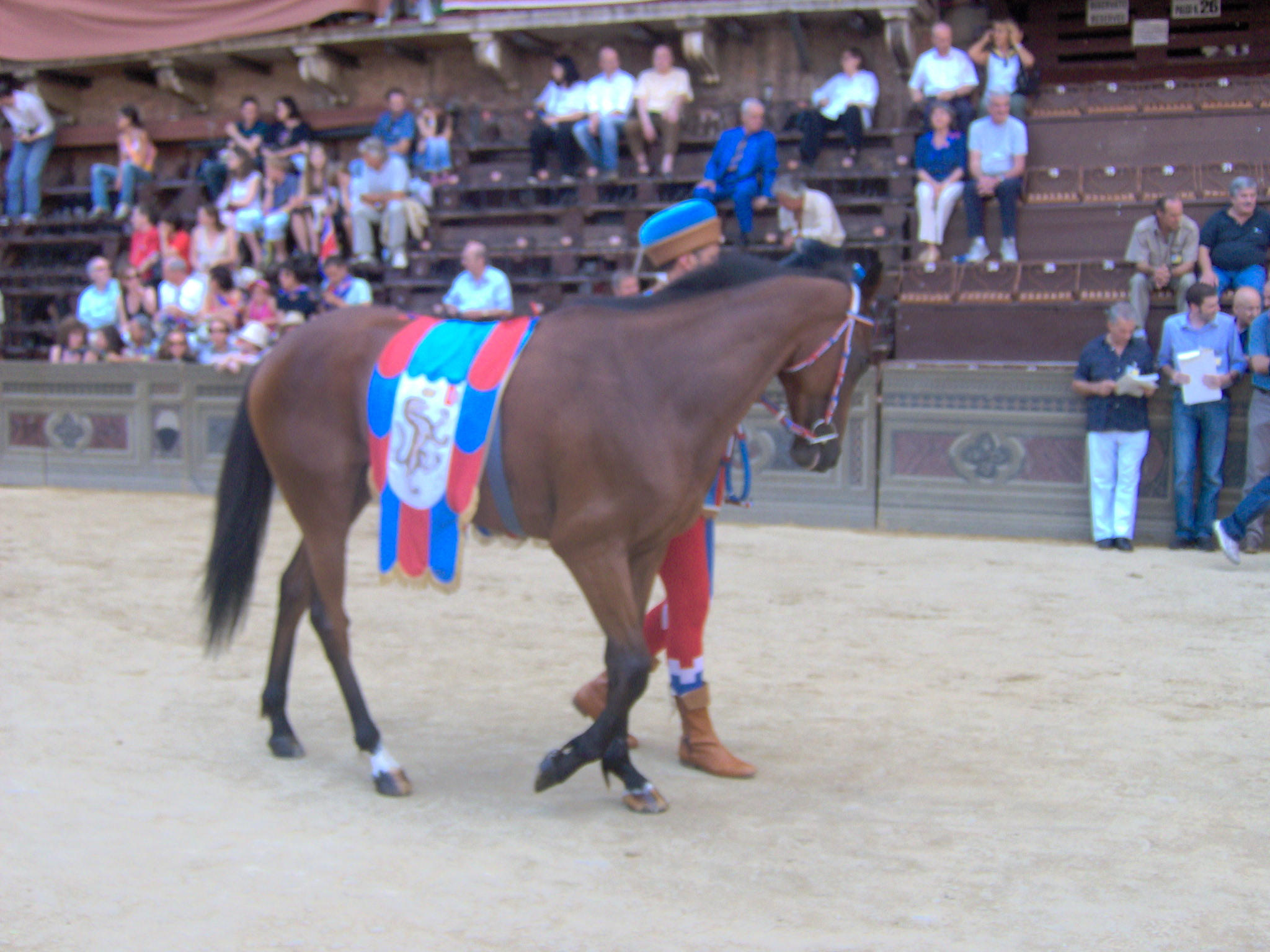
Choci al Palio di agosto 2006.